# 36 tödliche Rivalen
36 tödliche Rivalen (Originaltitel: 36 Quai des Orfèvres, Alternativ: 36 – Tödliche Rivalen) ist ein französischer Kriminalfilm aus dem Jahr 2004. Das Drehbuch schrieb Regisseur Olivier Marchal, die Hauptrollen spielen Daniel Auteuil und Gérard Depardieu.
In Paris ermitteln die Polizeibeamten Vrinks und Klein in einer Serie bewaffneter Raubüberfälle auf Geldtransporte. Beide konkurrieren um den Posten des Chefs der Pariser Polizei. Im Gegensatz zu Vrinks greift Klein bei seiner Arbeit des Öfteren zu fragwürdigen Mitteln. Vrinks wird von einem Kriminellen, dem er helfen wollte, hereingelegt. Weil Klein ihn verrät, wird er zu einer mehrjährigen Haftstrafe verurteilt. Klein steigt zum Chef der Pariser Polizei auf. Als er später auch noch den Tod von Vrinks’ Frau verschuldet, sinnt Vrinks auf Rache.
Der düstere, unterkühlt wirkende Thriller mit zwei Topstars des französischen Kinos steht in der Tradition französischer Polizeifilme. Der Film war 2005 in acht Kategorien für einen César nominiert. 2019 erschien das südkoreanische Remake The Beast.

## Handlung
In Paris und Umgebung kommt es zu einer Serie bewaffneter Raubüberfälle auf Geldtransporte. Die Polizeieinheiten Brigade de recherche et d’intervention und Brigade de répression du banditisme untersuchen den Fall. Deren Chefs, Léo Vrinks und Denis Klein, konkurrieren um die Beförderung zum Chef der Pariser Polizei. Wegen der Schlagzeilen, die die Überfälle machen, stehen beide Polizisten unter Druck. Vrinks, Titi und ihre Kollegen nehmen sich nach dem Dienst einen Kriminellen vor, der eine Nachtclubbesitzerin misshandelt hat.
Vrinks will Silien dabei helfen, nach der Haft in ein geregeltes Leben zurückzufinden und begleitet ihn bei einem Freigang. Dabei erschießt der Kriminelle drei Konkurrenten. Vrinks deckt Silien, der ihm im Gegenzug das Versteck der Geldtransporterbande verrät. Vrinks leitet den Einsatz. Bei dem Versuch, die Bande zu verhaften, handelt Klein auf eigene Faust. Durch sein eigenmächtiges Vorgehen kommt ein Polizist und guter Freund von Vrinks ums Leben. Vrinks’ Einheit wendet sich gegen Klein und fordert seine Entlassung. Auf Betreiben von Vrinks wird gegen Klein ein Disziplinarverfahren eingeleitet, er wird jedoch freigesprochen. Klein erfährt währenddessen, dass Vrinks die Morde seines Informanten gedeckt hat und veranlasst Vrinks’ Festnahme. Klein wird zum Chef der Pariser Polizei befördert, wofür ursprünglich Vrinks vorgesehen war. Kurze Zeit später trifft sich Vrinks’ Frau Camille, in der Hoffnung, ihrem Mann helfen zu können, heimlich mit Silien. Klein hat ihr Telefon abhören lassen und so weiß er von dem Treffen. Camille und Silien fliehen im Auto. Klein drängt sie von der Fahrbahn und es kommt zu einem Unfall. Klein geht zu dem Wagen, der sich mehrfach überschlagen hat, und gibt mit Siliens Waffe einen Schuss auf die reglose Camille ab. Hinterher behauptet er, Silien habe Camille getötet.
Sieben Jahre später wird Vrinks wegen guter Führung ein Jahr vor Ablauf seiner Haft aus dem Gefängnis entlassen und trifft seine inzwischen erwachsene Tochter, die befürchtet, er könne sie erneut verlassen. Er erhält die Information, dass mehrere Polizisten versetzt wurden oder gekündigt haben, weil sie mit Kleins Methoden nicht einverstanden waren. Als er erfährt, dass Klein auf seine Frau Camille geschossen hat, sinnt er auf Rache. Auch sein Ex-Kollege Titi hat den Polizeidienst quittiert.  Titi wird von Gangstern überfallen und zusammengeschlagen. Als der Gangsterboss herausfindet, dass er vor Jahren an der Vergeltungsaktion gegen seinen Bruder beteiligt war, will er wissen, wer damals der Drahtzieher war. Titi nennt Kleins statt Vrinks’ Namen. Dann verletzt er Titi so schwer, dass dieser später stirbt. Vrinks plant, Klein auf dem Polizeiball zu erschießen. Auf der Toilette stellt er ihn zur Rede. Klein behauptet, seine Frau sei bereits tot gewesen, als er auf sie anlegte. Vrinks droht, ihn zu erschießen, legt die Pistole dann jedoch vor ihn auf das Waschbecken und verschwindet. Klein ist zunächst verwirrt, folgt ihm dann jedoch wutentbrannt mit gezückter Waffe auf die Straße. Er ruft ihm nach, er sei selbst schuld am Tod seiner Frau. Kurz darauf wird Klein von den Gangstern, die auf ihn gewartet haben, aus Rache erschossen. Vrinks erfährt von der Hinrichtung seines Ex-Kollegen in der Zeitung, dann tritt er mit seiner Tochter eine Reise an.

## Kritiken
Matthew Turner lobte am 31. Mai 2006 in London Movie Review das „starke“ Drehbuch und die Leistungen der Hauptdarsteller. Marchal kreiere eine „extrem intensive“ Atmosphäre und sorge dafür, dass die Handlung sich in unerwartete Richtungen entwickele.
Das Lexikon des internationalen Films schrieb, der Film sei ein „düsterer, stilsicher in der Tradition französischer Polizeifilme stehender Thriller um ausgebrannte Ordnungshüter, die Schuld auf sich laden, das System, die Hierarchie und die polizeiliche Ethik jedoch nicht grundsätzlich in Frage stellen können“. Er biete „spannende Unterhaltung mit Tiefgang“ und sei „von zwei hervorragenden Hauptdarstellern“ getragen.
Die Zeitschrift Cinema schrieb, der Film sei ein „durchdachter Krimi mit den beiden Topstars des französischen Kinos“. Er fessle „mit einer erstklassigen Figurenzeichnung, zwei ausdrucksstarken Hauptdarstellern und einer distanzierten Kameraführung, die den Hass der Figuren aufeinander in bedrohlich-unterkühlte Bilder“ kleide.

## Auszeichnungen
Der Film war 2005 in acht Kategorien für einen César nominiert: Bester Film, Beste Regie, Bestes Drehbuch, Bester Schnitt, Bester Ton sowie für die Darstellungen von Daniel Auteuil, André Dussollier und Mylène Demongeot. Der Kameramann Denis Rouden war im selben Jahr auf dem Festival Camerimage für einen Preis nominiert.

## Hintergründe
Gedreht wurde in Paris, in den französischen Kinos wurden 1,98 Mio. Zuschauer gezählt.
Unter der Adresse 36, quai des Orfèvres, so der Originaltitel des Films, hat die Kriminalpolizei von Paris ihren Sitz.
Die erwachsene Tochter im Film ist Daniel Auteuils älteste Tochter Aurore Auteuil.